# 라이레시

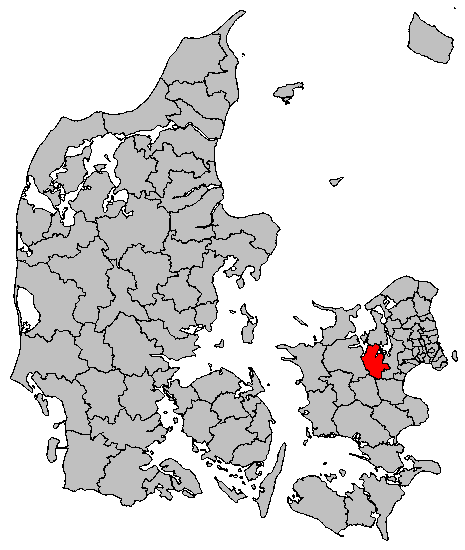
라이레시의 위치

라이레시(덴마크어: Lejre Kommune)는 덴마크 셸란 지역에 위치한 지방 자치체로 행정 중심지는 키르케흐발쇠이며 면적은 240.07km2, 인구는 27,333명(2016년 기준), 인구 밀도는 110명/km2이다. 셸란섬 중부에 위치한다.